# Kilburn, Londra
Kilburn este o zonă din nord-vestul Londrei, Anglia, situată la 6 kilometri (3,7 mi) la nord-vest de Charing Cross (kilometrul zero al Angliei). 
Artera principală pe direcția nord-vest—sud-est este Kilburn High Road, o parte din drumul modern A5, care reprezintă granița dintre burgurile Brent și Camden. 
Drumul datează din perioada pre-romană și face parte din drumul roman cunoscut sub numele de Watling Street. 
Kilburn își are originile într-o mănăstire din secolul al XII-lea pe malul râului Kilburn. 
Se află în codul poștal NW6, dar unele definiții includ în Kilburn și o mică zonă din City of Westminster, având codul poștal W9. 
Astăzi, Kilburn este un cartier aglomerat și multicultural din Londra. 
Conține una din cele mai mari populații de irlandezi din capitală, precum și o populație afro-caraibiană considerabilă. 
Zona este identificată în Planul pentru Londra ca unul din cele 35 de centre importante din Londra Mare.

## Istorie

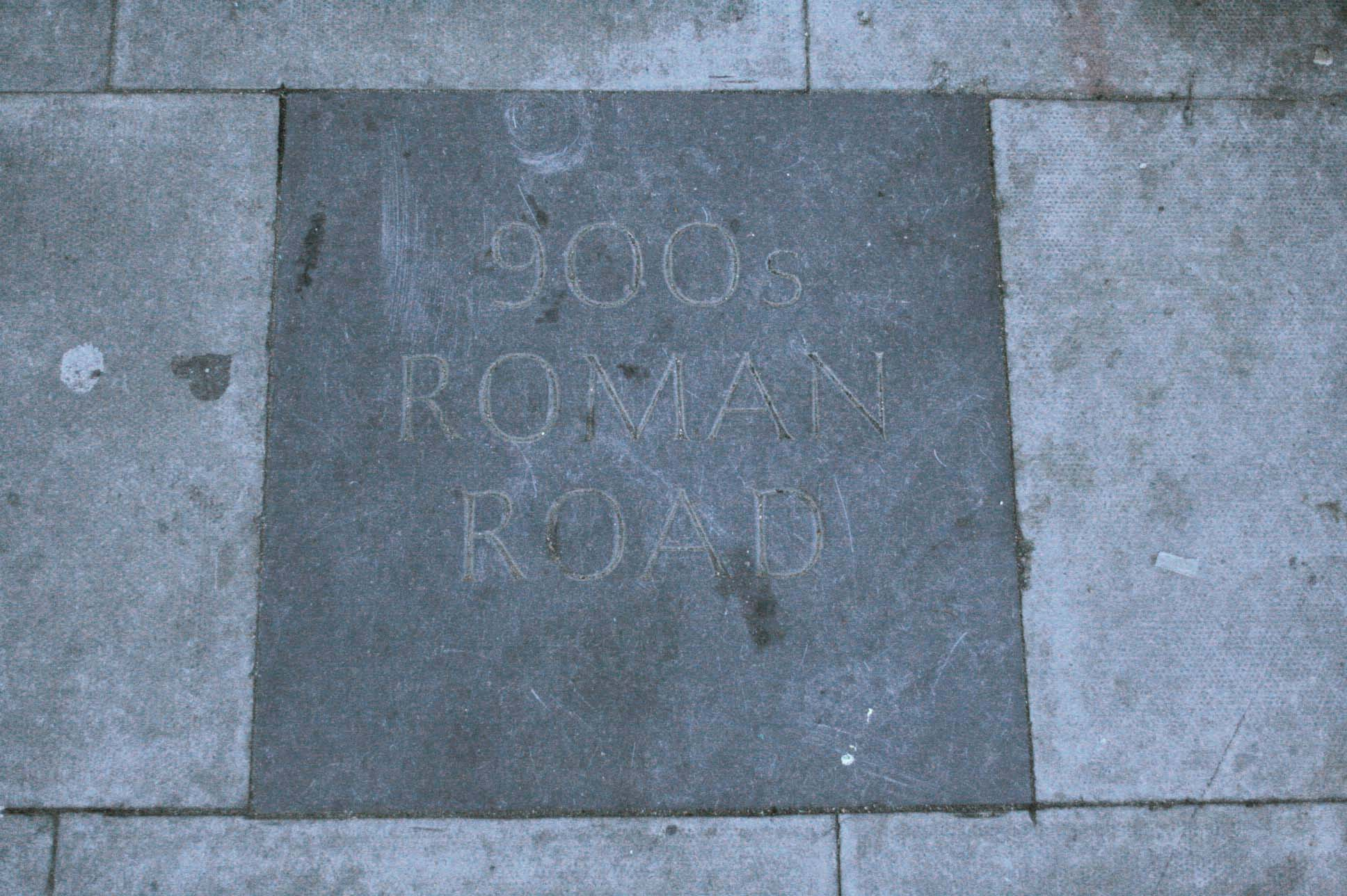
O piatră de pavaj de pe Kilburn High Road comemorează traseul Watling Street.

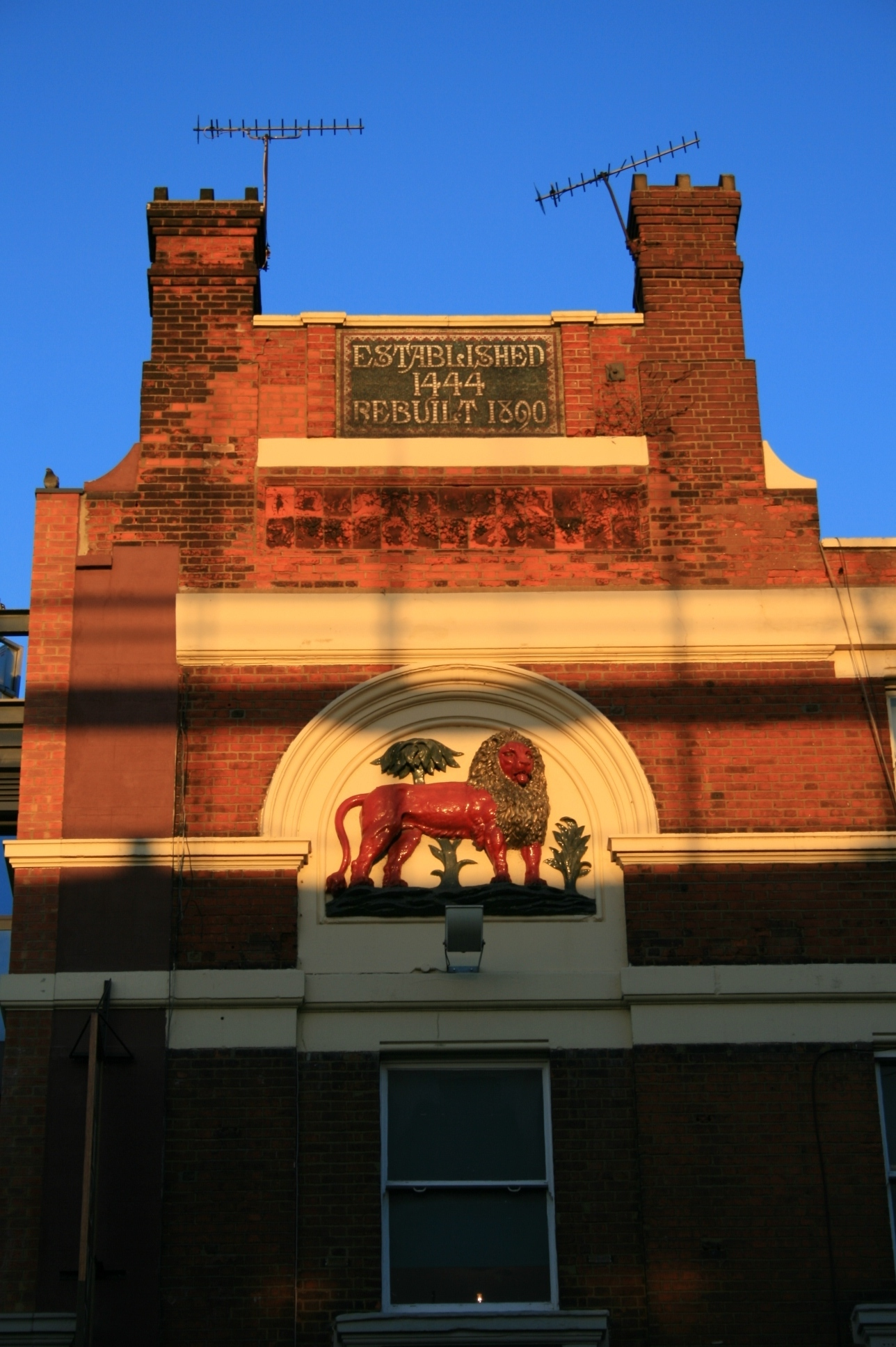
Red Lion, fondat în 1444

Numele de „Kilburn” a fost atestat pentru prima dată în 1134 ca Cuneburna, cu referință la mănăstirea care a fost construită pe locul schitului unui pustnic cunoscut sub numele de Godwyn.
Godwyn și-a construit schitul pe malul râului Kilburn în timpul domniei lui Henric I (1100-1135), iar schitul și mănăstirea au luat numele râului.

## Guvernanță

O hartă care arată zona Kilburn din Burgul Metropolitan Hampstead așa cum arăta în 1916.

Granița dintre burgurile Camden și Brent se află de-a lungul Kilburn High Road. Secțiile electorale Kilburn (Camden) și Kilburn (Brent) acoperă cea mai mare parte din zona.

## Demografie
Kilburn este format din mai multe grupuri etnice, inclusiv irlandezi, afro-caraibieni, indieni, bangladeshi, pakistanezi, eritreeni și etiopieni. Deoarece zona este împărțită între mai multe burguri londoneze, statisticile sunt calculate separat pe diferite părți din Kilburn.
13% din populație s-a născut în Irlanda, iar un procent chiar mai mare reprezintă cea de-a doua generație (persoane născute în Anglia, de origine irlandeză),  având astfel cea mai mare populație de irlandezi din Londra. Activități culturale irlandeze, pub-uri, cluburi sportive și sărbătoarea anuală de ziua Sf. Patrick evenimente majore unele părți ale zonei. Filmul în limba irlandeză Regi, din 2007, a fost asociat cu Kilburn și se bazează pe piesa lui Jimmy Murphy Regii din Kilburn High Road.
Zona Kilburn care aparține de Brent era compusă din caucazieni britanici (28%), alți caucazieni (17%) și negri africani (12%) la recensământul din 2011. Zona Kilburn din Camden era compusă din caucazieni britanici (35%) și alți caucazieni (19%). În zona Maida Vale din Westminster, populația conținea de 38% caucazieni britanici și 22% alți caucazieni.

## Repere

### Kilburn High Road
Kilburn High Road este drumul principal în Kilburn. Acesta urmează o parte din drumul roman Iter III din Itinerarul lui Antonin, care mai târziu a preluat numele anglo-saxon de Watling Street. Acest nume a fost bazat pe un traseu celtic mai timpuriu, de la Verlamion la Durovernum Cantiacorum, cunoscute azi ca St. Albans și Canterbury.
Aflată aproximativ pe direcția nord-vest spre sud-est, strada formează granița dintre burgurile londoneze din Camden la est și Brent la vest. Este o secțiune din Edgware Road, care însăși face parte din drumul  A5, între Shoot Up Hill și Maida Vale.
Există două gări pe Kilburn High Road: gara Brondesbury (London Overground pe linia North London), iar la aproximativ 1,25 km la sud gara Kilburn High Road (de asemenea, London Overground, pe linia Watford DC). Stația Kilburn Park, pe linia Bakerloo, se află puțin la vest de capătul sudic al High Road. Stația Kilburn se află pe partea de nord a intersecției dintre Christchurch Avenue și Kilburn High Road, care demarchează limita nordică a High Road.
Parcul Kilburn Grange este situat în partea de est a Kilburn High Road.
Numele primei trupe a lui Ian Dury, Kilburn and the High Roads, se referă la acest drum, precum și cântecele „Kilburn High Road” al lui Flogging Molly și „Kilburn High Road” al lui Shack.

### Gaumont State Cinema
Un punct de reper pe Kilburn High Road este Gaumont State Cinema, o sală de cinema în stil art deco, acum pe lista clădirilor de gradul II*, proiectată de George Coles și deschisă în 1937. A fost cea mai mare sală din Europa la acea dată, cu scaune pentru 4004 persoane. Timp de douăzeci de ani, clădirea a fost folosită drept sală de bingo de Mecca Bingo. Acum este deținută de Ruach City Church.

## Rezidenți importanți
Persoane notabile care trăiesc sau au trăit în Kilburn includ:
- Oni Akerele
- Lily Allen
- Gerry Anderson
- Roderick Bradley
- Todd Carty
- Edwyn Collins
- Jack Dromey [12]
- Brian Eno
- Thomas Hodge
- Annie Mac
- A. A. Milne
- George Orwell
- China Miéville[13]
- David Mitchell
- Kate Moss
- Cillian Murphy
- Daisy Ridley
- Gavin Rossdale
- Andrew Sachs[14]
- Zadie Smith
- Tommy Sparks
- Josiah Stamp, 1st Baron Stamp
- Charles "Chucky" Venn
- Louis Wain[15]
- Robert Webb
- David Winner
- Bradley Wiggins